# Nazajutrz (film 1986)
Nazajutrz (ang. The Morning After) – amerykański thriller z 1986 roku w reżyserii Sidneya Lumeta. Zdjęcia kręcono w Los Angeles.

## Fabuła
Aktorka Alex Sternbergen miała szansę, by być gwiazdą, ale jej kariera załamała się. Dziś topi smutki w alkoholu i przelotnych romansach. Kiedy budzi się rano, znajduje zwłoki mężczyzny z wbitym nożem w piersi. Alex nic nie pamięta, wpada w panikę i próbuje uciec. Na lotnisku poznaje Turnera Kendalla, byłego policjanta, który proponuje pomoc. Ale Alex pozbywa się go i próbuje zatrzeć ślady zbrodni. Turner nie poddaje się.

## Obsada
- Jane Fonda jako Alex Sternbergen
- Jeff Bridges jako Turner Kendall
- Raúl Juliá jako Joaquin Manero
- Diane Salinger jako Isabel Harding
- Richard Foronjy jako sierżant Greenbaum
- Geoffrey Scott jako Bobby Korshack
- James Haake jako Frankie
- Kathleen Wilhoite jako Red

i inni

## Nagrody i nominacje
Oscary za rok 1986
- Najlepsza aktorka – Jane Fonda (nominacja)